# FC Snagov
FC Snagov war ein rumänischer Fußballverein aus Snagov. Er spielte fünf Spielzeiten in der Liga II, der zweithöchsten rumänischen Spielklasse.

## Geschichte
Der FC Snagov wurde im Jahr 1997 als CS Snagov gegründet. Im Jahr 2002 gelang ihm erstmals der Aufstieg in die dritthöchste Spielklasse, die Divizia C. Im Jahr 2003 machte sich die Fußballabteilung als FC Snagov selbständig. Die ersten beiden Spielzeiten konnte sich der Klub im unteren Mittelfeld der Staffel III platzieren, die den Südosten Rumäniens umfasst, und sich dadurch jeweils knapp den Klassenverbleib sichern. In der Saison 2004/05 konnte der Klub die unteren Tabellenregionen verlassen und die Spielzeit als Fünftplatzierter abschließen. Ein Jahr später setzte er deutlich gegen die Konkurrenz durch und stieg erstmals in die Liga II auf.
Die Saison 2006/07 schloss Snagov jedoch nur auf dem 16. Platz ab und musste mit 13 Punkten Rückstand bereits wieder absteigen. Es folgte der direkte Wiederaufstieg. In der Saison 2008/09 konnte unter Trainer Mihai Stoica die Klasse gehalten werden. Im Sommer 2009 beendete Laurențiu Reghecampf offiziell seine aktive Karriere und überzeugte Lutz Stache, den Geschäftsführer und Besitzer einer Baustofffirma aus Cottbus, sich bei FC Snagov finanziell zu engagieren. Stache beglich zwar die Altschulden des Klubs gegenüber den Spielern, wurde jedoch nicht wie zunächst angekündigt Hauptaktionär des FC Snagov. Nach der Auswärtsniederlage bei Dunărea Galați wurde am 21. Oktober 2009 Reghecampfs Frau, Anamaria Prodan, neue Vereinspräsidentin und Cristian Țermure als Nachfolger von Mihai Stoica offiziell neuer Trainer des Teams. Tatsächlich übte dieses Amt zwar Reghecampf aus, der jedoch mangels gültiger UEFA-Pro-Lizenz als Sportdirektor eingestellt wurde und in den Spielberichtsbögen als Masseur aufgeführt wurde. Die Mannschaft stieß in der Saison 2009/10 erstmals in höhere Regionen vor und schloss die Saison auf dem vierten Platz ab, was das beste Ergebnis der Vereinsgeschichte bedeutete. Der Abstand zu den Aufsteigern FC Victoria Brănești und Sportul Studențesc betrug acht Punkte. Reghecampf und seine Frau hatten den Verein am 14. Mai 2010, fünf Spieltage vor Saisonschluss in Richtung FC Universitatea Craiova verlassen, woraufhin zunächst Laurențiu Tudor zum technischen Direktor ernannt wurde und George Dumitru im Sommer 2010 Cristian Țermure als Cheftrainer ablöste. Nachdem Cătălin Rufă, einer der Aktionäre des Vereins, Anfang September 2010 neuer Mäzen von CSM Râmnicu Vâlcea geworden war, folgten ihm auch zwei Spieler sowie am 29. November 2010 auch der technische Direktor Tudor dahin. Der bisherige Trainer George Dumitru wurde am 30. November 2010 Assistent des neuen Chefcoachs Laurențiu Reghecampf. Dieser verließ den FC Snagov jedoch im Januar 2011, um als Sportdirektor bei Universitatea Craiova zu arbeiten, so dass George Dumitru erneut zum Cheftrainer befördert wurde. Am 3. März 2011 kehrte Reghecampf ein weiteres Mal zurück, blieb jedoch nur bis zum 4. April 2011, als er erneut, diesmal als Cheftrainer, nach Craiova wechselte. Die Spielzeit 2010/11 beendete der Klub unter Trainer George Dumitru wiederum im unteren Mittelfeld. Im Juni 2011 wurde erneut Rückkehrer Laurențiu Reghecampf Trainer der Mannschaft. Am 18. Dezember 2011 löste Reghecampf seinen Vertrag jedoch wieder auf, um den am Tag zuvor zurückgetretenen Laurențiu Diniță als Trainer des Tabellenvorletzten CS Concordia Chiajna in der Liga 1 zu ersetzen. Nachdem Apostol Mușat, der Bürgermeister von Snagov, am 22. Dezember 2011 aufgrund von Korruptionsvorwürfen verhaftet wurde und sieben Spieler Reghecampf nach Chiajna gefolgt waren, stand der Verein kurz vor dem Rückzug aus der Liga II 2011/12. Anfang Januar 2012 stimmten die Investoren des Vereins jedoch der Fortführung des Spielbetriebs und der Verpflichtung von Laurențiu Tudor als neuem Trainer zu. Kurz darauf zog sich der Verein jedoch zurück und stellte den Spielbetrieb ein.

## Erfolge
- Aufstieg in die Liga II: 2006, 2008

## Stadion
Der FC Snagov trug seine Heimspiele in dem 2.000 Plätze fassenden Stadionul Voința im Ortsteil Ghermănești aus. Im Sommer 2011 wurde im Stadion eine Flutlichtanlage installiert, um den an der U-19-Fußball-Europameisterschaft 2011 teilnehmenden Mannschaften zusätzliche Trainingsmöglichkeiten zu bieten.

## Ehemalige Trainer
- Ion Vlădoiu (September 2006 bis 23. Oktober 2006)
- Mihai Stoica (bis 21. Oktober 2009)
- Cristian Țermure (21. Oktober 2009 bis Sommer 2010)
- Laurențiu Reghecampf (30. November 2010 bis Januar 2011, 3. März 2011 bis 4. April 2011, Juni 2011 bis 18. Dezember 2011)
- George Dumitru (Sommer 2010 bis 30. November 2010, Januar 2011 bis 3. März 2011, 4. April 2011 bis Juni 2011, seit März 2012)
- Laurențiu Tudor (Januar 2012 bis März 2012)